# Pleuropteropyrum mollifolium
Aconogonon mollifolium är en slideväxtart som först beskrevs av Kitagawa, och fick sitt nu gällande namn av Kanesuke Hara. Aconogonon mollifolium ingår i släktet sliden, och familjen slideväxter. Inga underarter finns listade i Catalogue of Life.